# Навигация

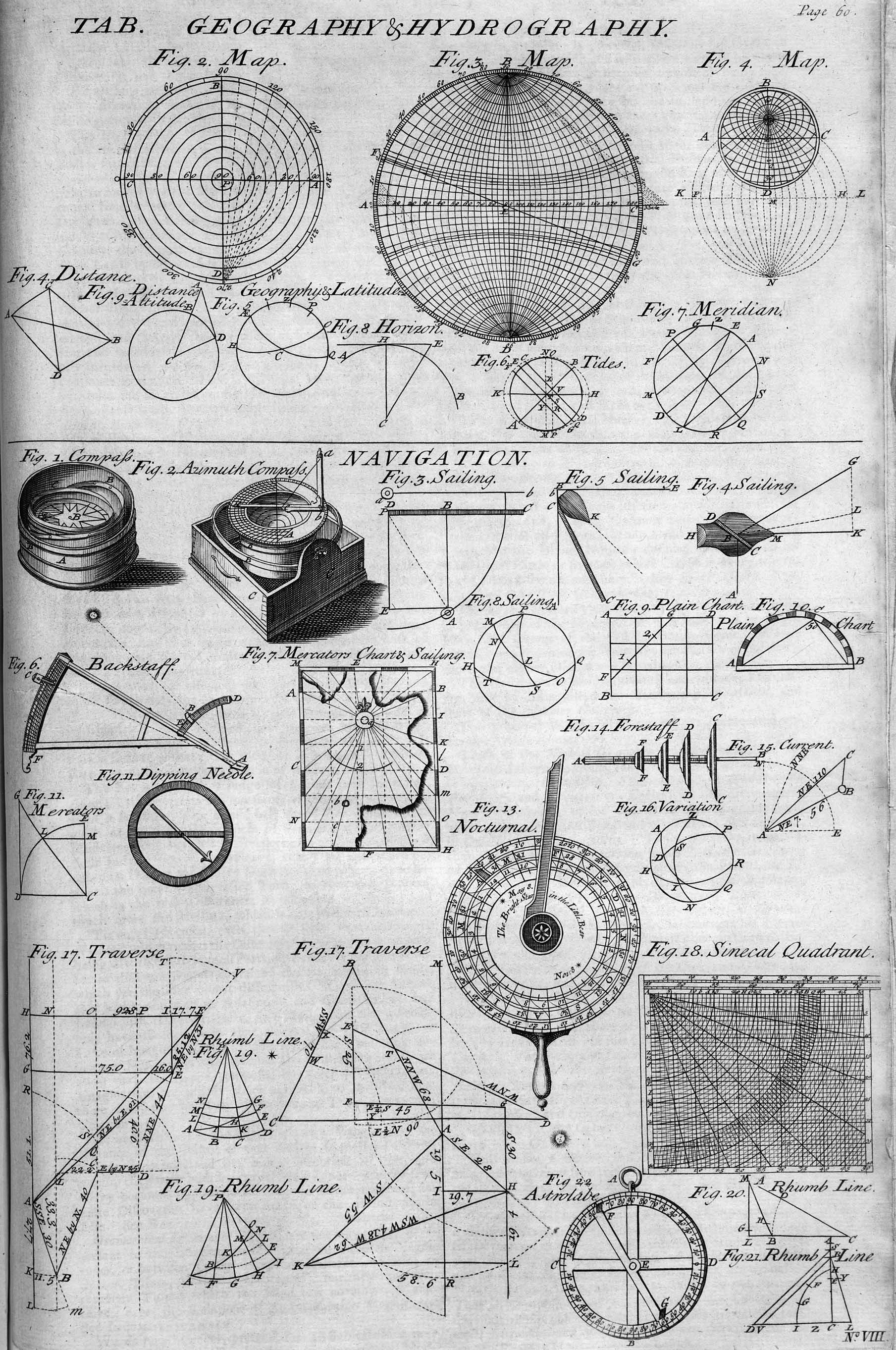
Таблицы по географии, гидрографии и навигации из Циклопедии 1728 года

Навига́ция (лат. nāvigātiō, от navigare — «плыть на корабле», от navis — «корабль»):
1. Определение местоположения, скорости и ориентации движущихся объектов.
2. Мореплавание, судоходство.
3. Период времени в году, когда по местным климатическим условиям возможно судоходство.
4. Основной раздел судовождения, в котором разрабатываются теоретические обоснования и практические приёмы вождения судов.

В течение многих веков термин «навигация» означал совокупность указанных значений. В XX веке, с развитием науки и техники, появлением воздушных судов, космических кораблей — новых объектов навигации — появились новые смысловые значения термина. Теперь, в общем смысле,
навигация — процесс управления некоторым объектом (имеющим собственные методы передвижения) в определённом пространстве передвижения. Состоит из двух основных частей:
- теоретическое обоснование и практическое применение методов управления объектом,
- маршрутизация, выбор оптимального пути следования объекта в пространстве.

## Виды навигации
- Автомобильная навигация — технология вычисления оптимального маршрута проезда транспортного средства по дорогам и последующего ведения по маршруту с помощью визуальных и голосовых подсказок о манёврах. Использует GPS/Инерциальную навигацию, автомобильную навигационную карту и оперативную информацию о пробках.
- Астрономическая навигация — метод определения координат судов и летательных аппаратов, основанный на использовании радиоизлучения или светового излучения небесных светил.
- Бионавигация — способность животных выбирать направление движения при регулярных сезонных миграциях.
- Воздушная навигация — прикладная наука о точном, надёжном и безопасном вождении в воздухе летательных аппаратов; на ранних этапах развития именовалась «аэронавигация» (дисциплина, которая учит, как можно определить направление полёта аэроплана или дирижабля, не пользуясь картой).
- Инерциальная навигация — метод определения параметров движения и координат объекта, не нуждающийся во внешних ориентирах или сигналах.
- Информационная навигация — процесс вождения пользователя по логически связанным данным.
- Космическая навигация — управление движением космического летательного аппарата; включает в себя подвид — астроинерциальная навигация — метод навигации космического летательного аппарата, комбинирующий средства инерциальной системы навигации и астрономической навигации.
- Морская навигация — основной раздел судовождения.
- Радионавигация — теоретические приёмы вождения судов и летательных аппаратов с помощью радиотехнических средств и устройств.
- Спутниковая навигация — практическое применение средств спутниковой навигации (GPS, ГЛОНАСС) для определения местонахождения и направления движения.
- Подземная навигация — практическое применение различных средств измерений для определения местонахождения и направления движения подземных проходческих комплексов.
- Геонавигация — управление процессом бурения с целью ориентирования ствола скважины в заданном интервале пласта горных пород.

## Виды навигационных систем
- Авиационная навигационная система — система навигации, предназначенная для использования в воздухоплавании.
- Автомобильная навигационная система — система навигации, предназначенная для использования в автомобилях.
- Морская навигационная система — система навигации, предназначенная для использования в мореплавании.
- Навигационная система — электронная система, установленная на борту судна или транспортного средства в целях вычисления оптимального маршрута движения.